# Eintracht Frankfurt (damer)
Eintracht Frankfurt, från 1998 till 2020 1. FFC Frankfurt, är en fotbollsklubb i Frankfurt am Main i Tyskland. Klubben bedriver fotboll för damer och bildades den 27 augusti 1998 ur fotbollsverksamheten för damer i sportklubben SG Praunheim.

## Internationella framgångar
1. FFC Frankfurt har vunnit Uefa Women's Champions League, tidigare kallad Uefa Women's Cup, fyra gånger – säsongerna 2001/02 (efter seger mot svenska Umeå IK), 2005/06 (efter seger mot tyska 1. FFC Turbine Potsdam), 2007/08 (efter seger mot Umeå IK igen) och 2014/15 (efter seger mot franska Paris Saint-Germain). Klubben har vidare vunnit Frauen-Bundesliga sju gånger (1998/99, 2000/01, 2001/02, 2002/03, 2004/05, 2006/07 och 2007/08) samt den tyska cupen DFB-Pokal nio gånger (1998/99, 1999/00, 2000/01, 2001/02, 2002/03, 2006/07, 2007/08, 2010/11 och 2013/14).

## Hemmaarena
Klubben spelar på Stadion am Brentanobad som fullsatt tar drygt 5 000 åskådare.

## Meriter
- Bundesliga:[1]
  - Mästare: 1998–99, 2000–01, 2001–02, 2002–03, 2004–05, 2006–07, 2007–08
- Cupmästare:[2]
  - Vinnare: 1998–99, 1999–2000, 2000–01, 2001–02, 2002–03, 2006–07, 2007–08, 2010–11, 2013–14
- Uefa Women's Champions League
  - Vinnare: 2001–02, 2005–06, 2007–08, 2014–15

## Placering tidigare säsonger
| Säsong    | Nivå | Liga              | Placering | Referens | Notering |
| --------- | ---- | ----------------- | --------- | -------- | -------- |
| 1998–1999 | 1    | Frauen-Bundesliga | 1         |          |          |
| 1999–2000 | 1    | Frauen-Bundesliga | 2         |          |          |
| 2000–2001 | 1    | Frauen-Bundesliga | 1         |          |          |
| 2001–2002 | 1    | Frauen-Bundesliga | 1         |          |          |
| 2002–2003 | 1    | Frauen-Bundesliga | 1         |          |          |
| 2003–2004 | 1    | Frauen-Bundesliga | 2         |          |          |
| 2004–2005 | 1    | Frauen-Bundesliga | 1         | [ 3 ]    |          |
| 2005–2006 | 1    | Frauen-Bundesliga | 3         | [ 4 ]    |          |
| 2006–2007 | 1    | Frauen-Bundesliga | 1         | [ 5 ]    |          |
| 2007–2008 | 1    | Frauen-Bundesliga | 1         | [ 6 ]    |          |
| 2008–2009 | 1    | Frauen-Bundesliga | 4         | [ 7 ]    |          |
| 2009–2010 | 1    | Frauen-Bundesliga | 3         | [ 8 ]    |          |
| 2010–2011 | 1    | Frauen-Bundesliga | 2         | [ 9 ]    |          |
| 2011–2012 | 1    | Frauen-Bundesliga | 3         | [ 10 ]   |          |
| 2012–2013 | 1    | Frauen-Bundesliga | 3         | [ 11 ]   |          |
| 2013–2014 | 1    | Frauen-Bundesliga | 2         | [ 12 ]   |          |
| 2014–2015 | 1    | Frauen-Bundesliga | 3         | [ 13 ]   |          |
| 2015–2016 | 1    | Frauen-Bundesliga | 3         | [ 14 ]   |          |
| 2016–2017 | 1    | Frauen-Bundesliga | 5         | [ 15 ]   |          |
| 2017–2018 | 1    | Frauen-Bundesliga | 6         | [ 16 ]   |          |
| 2018–2019 | 1    | Frauen-Bundesliga | 5         | [ 17 ]   |          |
| 2019–2020 | 1    | Frauen-Bundesliga |           | [ 18 ]   |          |